# Плумкот

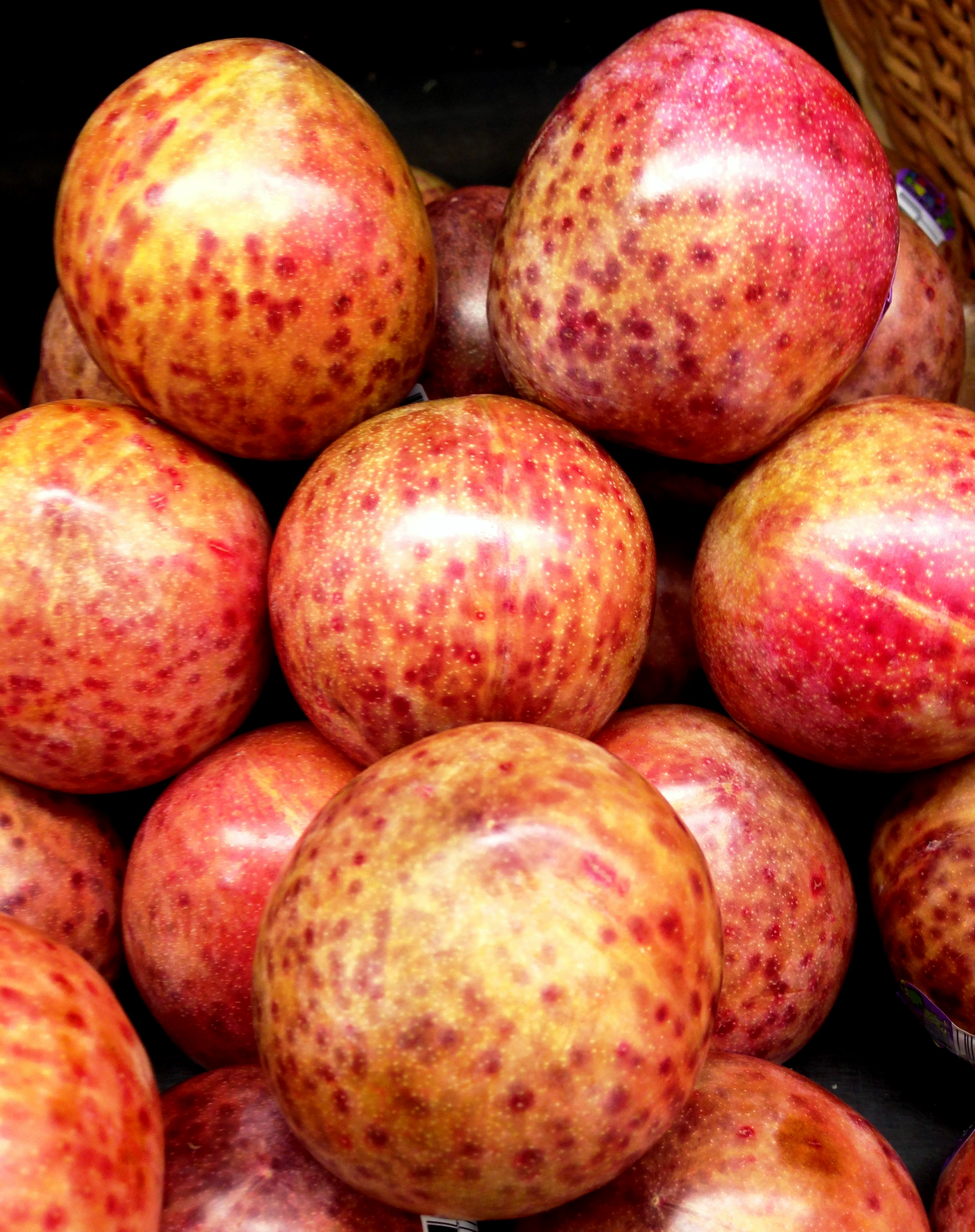
Плумкоты сорта «Дэппл дэнди»

Плумкот, Плуот, Априум — полный перекрёстный гибрид между сливами (Prunus salicina Lindl., Prunus cerasifera Ehrh. или их гибридами) и абрикосом (Prunus armeniaca L.), и показывающий в большей степени характерные черты сливы.
В США наибольшая часть коммерческих плумкотов выращивается в Калифорнии.
Плумкоты имеют очень гладкую кожицу, похожую на сливу.
Часто продаются в настоящее время под названием плуот.

## Плуот
Плуот — торговая марка, охватывающая группу разновидностей плумкотов, выведенных в XX веке американским генетиком Флойдом Зайгером. Данная торговая марка зарегистрирована компанией Zaiger’s Genetics. Плуот — следующее поколение гибридов плумкотов. Генетически состоит на 75 % из сливы и на 25 % из абрикоса.